# Augustyna Pietrantoni

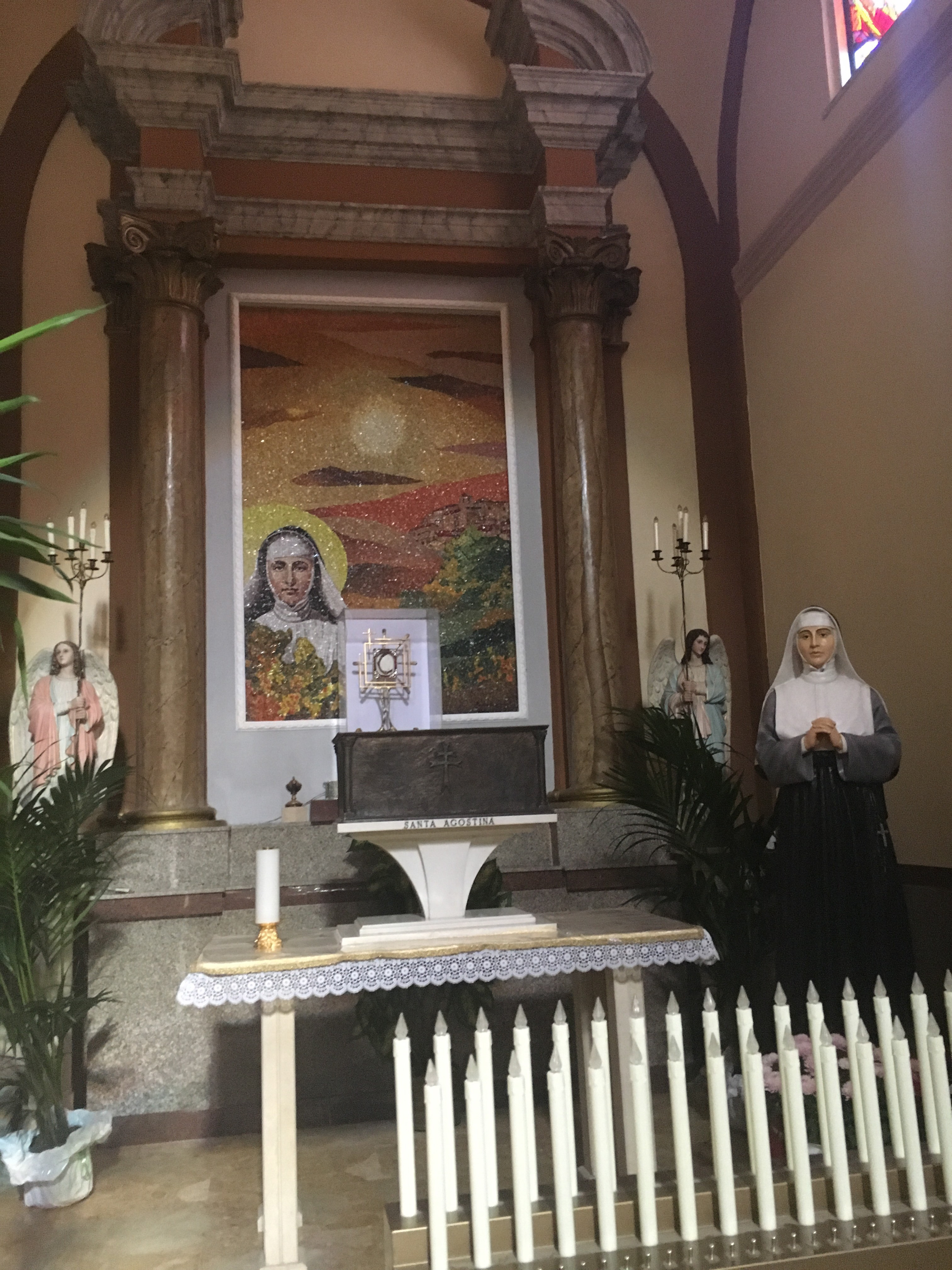
Grób świętej Augustyny w kościele św. Mikołaja w Pozzaglia Sabina

Augustyna Pietrantoni, właśc. wł. Livia Pietrantoni (ur. 27 marca 1864 w Pozzaglia Sabina, zm. 13 listopada 1894 w Rzymie) – włoska zakonnica, dziewica, święta Kościoła katolickiego.
Urodziła się bardzo religijnej rodzinie. W wieku 7 lat podjęła pracę w kopalni, potem zatrudniła się przy zbiorze oliwek. Mając 22 lata w 1886 roku wstąpiła do Zgromadzenia Sióstr Miłosierdzia św. Joanny Antydy Thouret (Institutum Sororum a Caritatei) i przyjęła imię zakonne Augustyna. Skierowano ją do szpitala Ducha Świętego w Rzymie. Tam opiekowała się chorymi i zaraziła się gruźlicą.
W dniu 13 listopada 1894 roku Józef Romanelli zadał jej siedem ciosów nożem. Została pochowana 15 listopada na cmentarzu Campo Verano. W późniejszym czasie jej doczesne szczątki zostały przeniesione do kościoła św. Mikołaja w miejscowości jej urodzenia.
Beatyfikował ją papież Paweł VI w dniu 12 listopada 1972 roku, a kanonizował Jan Paweł II w dniu 18 kwietnia 1999 roku.